# Haller (Luksemburg)
Haller (lb. Haler) – wieś (Uertschaft) we wschodnim Luksemburgu, w kantonie Echternach, w gminie Waldbillig. Do 3 października 2015 miejscowość leżała w dystrykcie Grevenmacher. Wieś zamieszkuje 418 osób (1 stycznia 2023).